# Palpación

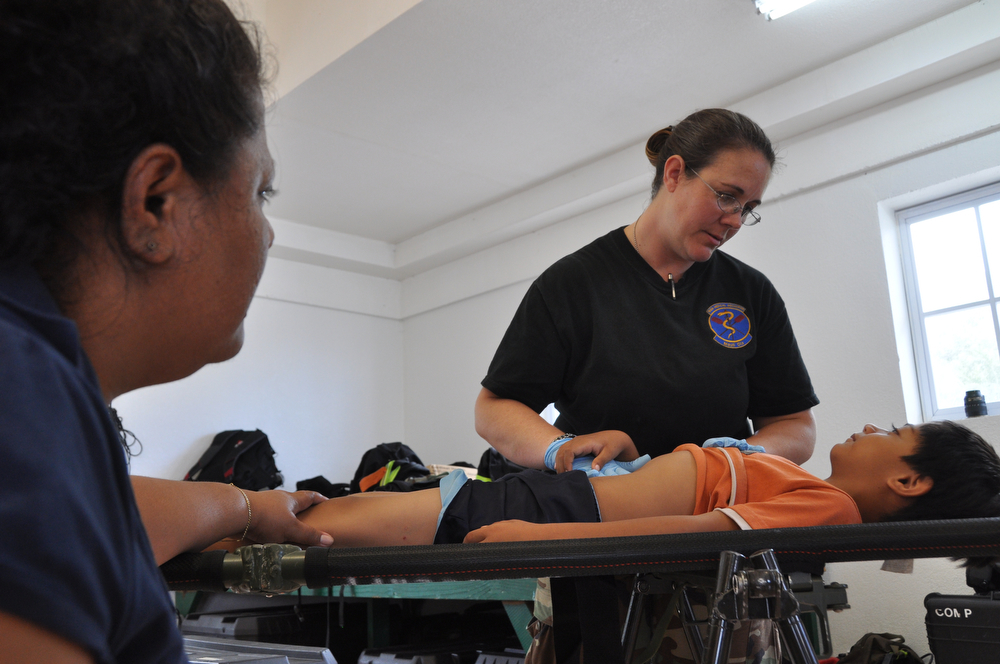
Personal de salud realizando la palpación

La palpación es el proceso de examinar el cuerpo utilizando el sentido del tacto. Es la técnica diagnóstica que utiliza el tacto de las partes externas del cuerpo o bien de la parte accesible de las cavidades. Palpar consiste en tocar algo con las manos para conocerlo mediante el sentido del tacto. Este acto proporciona información sobre forma, tamaño, temperatura, consistencia, superficie, humedad, sensibilidad y movilidad.
La palpación médica es algo más que el simple uso de las manos para tocar; «examinar» se puede definir como la investigación por medio de la inspección o de la manipulación, e incluso sugiere que se trata de un examen riguroso, una investigación o una exploración de fundamental importancia.

## Objetivo
- Detectar la presencia o ausencia de masas, dolor, temperatura, tono muscular y movimiento.
- Corroborar los datos obtenidos durante el interrogatorio e inspección.

## Metodología
- Según la forma en que se realiza:
  - Directa o inmediata: por medio del tacto y presión.
  - Indirecta: armada o instrumental mediante instrumentos que permitan explorar conductos o cavidades naturales o accidentales (sondas acanaladas, catéteres, estiletes, entre otras).

- Según el grado de presión:
  - Superficial: con presión suave para obtener resultados  táctiles finos (textura de piel, tamaño de ganglios linfáticos, entre otras).
  - Profunda: con presión interna para producir depresión y así percibir órganos profundos.
  - Unidigital o bidigital: para investigar puntos dolorosos, medir panículo adiposo, estudiar movilidad de piel y otros.

- Según el tipo de exploración:
  - Tacto: mediante 1 o 2 dedos. Se utiliza para la exploración de cavidades rectal y vaginal.
  - Manual sencilla o bimanual; en esta última se utilizan ambas manos, una para sentir, la cual se coloca contra el abdomen, y la otra contra la "mano activa" aplicando presión mediante las protuberancias blancas de la mano pasiva.

## Normas en la palpación
- La palpación debe seguir a la inspección y completarla, no sustituirla.
- Colocar al paciente en posición cómoda.
- Favorecer la relajación muscular de la región.
- Evitar tensión emocional.
- La temperatura de las manos del explorador debe ser similar a la del paciente.
- Realizar maniobras según el objetivo de perseguir.